# ديتمار كرامر
ديتمار كريمر (بالألمانية: Dettmar Cramer) (من مواليد 4 أبريل 1925 في دورتموند - 17 سبتمبر 2015) هو لاعب كرة قدم ألماني سابق ومدرب ، توج مع نادي بايرن ميونيخ بكأس أوروبا للأندية (دوري أبطال أوروبا حاليا) 1975 و1976.

## روابط خارجية
- ديتمار كرامر على موقع قاعدة بيانات كرة القدم.إي يو (الإنجليزية)
- ديتمار كرامر على موقع بيانات كرة القدم. دي إي (الألمانية)
- ديتمار كرامر على موقع عالم كرة القدم.نت (الإنجليزية)